# Martín Vergés
Martí Vergés Massa (Vidreres, 8 de março de 1934 – 2021) foi um futebolista espanhol que atuou como meio-campo.

## Carreira
Vergés jogou no Barcelona de 1956 a 1966, atuando em 285 partidas. Com o clube, conquistou duas ligas espanholas, três copas nacionais, e três da Taça das Cidades com Feiras.
Fez parte do elenco da Seleção Espanhola da Copa do Mundo de 1962.

## Morte
A morte do Vergés foi divulgada em 17 de fevereiro de 2021.